# Sanluri
Sanluri (sardinsky: Seddòri) je italská obec (comune) v provincii Sud Sardegna v regionu Sardinie. Nachází se ve výšce 135 metrů nad mořem a má přibližně 8 100 obyvatel. Rozloha obce je 84,23 km².